# La Banda (álbum)
La Banda es el cuarto álbum solista de Rubén Rada, y el primer disco del músico editado en Argentina, iniciando su período de popularidad en ese país. Fue grabado en 1979, en los Estudios ION de Buenos Aires, y editado en 1980.

## Historia
En 1974 Rada ya había grabado un disco en Argentina, Rubén Rada... y Conjunto S.O.S., pero solo había sido editado en Uruguay, dos años después, en 1976. El grupo se había separado en 1975.
La Banda se formó en 1979 e incluía a Rubén Rada junto a reconocidos músicos del jazz argentino de finales de los años setenta. De acuerdo al periodista Sergio Marchi, en una nota para Página 12, la primera presentación de La Banda fue en un recital compartido con León Gieco a fines de 1979. León Gieco presentó a Rada como uno de los mejores artistas del Río de la Plata. La canción "Rock de la calle" enganchó al público y se transformó en el éxito de La Banda.
La Banda tocaba en boliches jazzeros como Satchmo y Music Up. Sergio Marchi destaca las presentaciones en el Teatro Margarita Xirgu:

(...) donde se generaba una atmósfera especial. Sobre todo cuando al final del concierto entraba por el pasillo del teatro una fila de tamborileros, se subía al escenario y después bajaba seguida por todos los músicos y por todo el público. La verdadera conclusión acontecía en la calle Chacabuco con la gente enloquecida por el ritmo del tambor en tiempos de dictadura, donde aquello constituía una verdadera afrenta al orden público. Rada siempre tenía el buen timing para la llamada final antes que apareciera algún patrullero. Calle, que le dicen.

El disco fue lanzado en 1980 por el sello discográfico Sazam Records y fue recibido con muy buenas críticas.[cita requerida] La portada reproduce quizás involuntariamente la portada del álbum Band on the Run de Wings, la banda de Paul McCartney durante los años setenta.
"Muy lejos te vas" es una canción que Rada había compuesto y grabado en sus tiempos en El Kinto. "Malísimo" (canción que Rada considera como la mejor que ha compuesto) es un tema del disco Radeces y que había vuelto a grabar en Magic Time de Opa. "Montevideo" (clásico de la música uruguaya) también era un tema de Magic Time. La canción "La música es mi amor" fue versionada por el grupo Repique en su álbum ¡Qué barbaridad! de 1985.
El disco fue presentado en 1980 en el Teatro Alvear, con Víctor Duca suplantando a Benny Izaguirre. La Banda se disolvió a finales de 1980 y este fue su único disco. El álbum fue editado en vinilo y en casete pero nunca tuvo una edición en CD.

## Lista de canciones
Todas las canciones escritas y compuestas por Rubén Rada, excepto donde se indica. 
| N.º   | Título                                                           | Duración |  |
| 1.    | «Rock de la calle»                                               | 4:26     |  |
| 2.    | «Muy lejos te vas» (R. Rada/H. Fattoruso)                        | 5:21     |  |
| 3.    | «Candombe llamada»                                               | 3:36     |  |
| 4.    | «La música es mi amor (Music is my love)» (R. Rada/H. Fattoruso) | 4:43     |  |
| 5.    | «Malísimo»                                                       | 5:29     |  |
| 6.    | «Mamá reloj»                                                     | 5:35     |  |
| 7.    | «Montevideo» (R. Rada/H. Fattoruso)                              | 6:34     |  |
| 8.    | «Constelación» (J. Navarro)                                      | 3:01     |  |
| 39:32 |                                                                  |          |  |

## Personal
- Rubén Rada / voz, percusión y composición
- Benny Izaguirre / trompeta
- Bernardo Baraj / saxo
- Jorge Navarro / teclados
- Luis Ceravolo / batería
- Ricardo Sanz / bajo

Músicos invitados:
- Daniel Homer
- David Lebón

## Ficha técnica
- Grabado en los Estudios Ion entre 20/7/79 y 10/12/79.
- Técnico: A. Gilabert.
- Producción: Oscar López.